# Tadeusz Wibig
Tadeusz Wibig (ur. 24 maja 1957 w Pakości) – polski fizyk, profesor nauk fizycznych. Specjalizuje się w fizyce i astrofizyce promieniowania kosmicznego i w fizyce oddziaływań cząstek elementarnych bardzo wysokich energii. Profesor zwyczajny Wydziału Fizyki i Informatyki Stosowanej Uniwersytetu Łódzkiego, gdzie pełnił do 2016 roku funkcję kierownika Katedry Modelowania Procesów Nauczania.

## Życiorys
Stopień doktorski w zakresie fizyki uzyskał na Uniwersytecie Łódzkim w 1991 na podstawie pracy pt. O nukleosyntezie i propagacji promieniowania kosmicznego. Habilitował się w 1999 na podstawie oceny dorobku naukowego i autoreferatu Geometryczny model partonowy. Tytuł naukowy profesora nauk fizycznych otrzymał w 2014.
Swoje prace publikował w takich czasopismach jak m.in. „Physical Review”, „Physics Letters”, „Astrophysical Journal”, „Journal of Physics”, „Physics Education”, a także w „Matematyce”, „Fizyce w Szkole” i „Postępach Fizyki”. W latach 2009–2019 pełnił funkcję przewodniczącego Oddziału Łódzkiego Polskiego Towarzystwa Fizycznego.